# Брайант, Картер
Ка́ртер Дейн Бра́йант (англ. Carter Dayne Bryant; род. 26 Ноября 2005, Риверсайд, Калифорния, США) — американский профессиональный баскетболист, выступающий за клуб «Сан‑Антонио Спёрс» в НБА.
Известен как активный сторонник сообщества и культуры глухих и слабослышащих людей.

## Биография

### Ранние годы
Картер Брайант учился в старшей школе Centennial High School в городе Корона, Калифорния, где зарекомендовал себя как один из лучших школьных форвардов страны. В выпускной год получил приглашение на McDonald’s All-American Game — традиционную встречу лучших выпускников-баскетболистов США. По итогам выступлений в школе входил в число топ-15 проспектов по версии ESPN и Rivals.
После школы поступил в Аризонский университет и в сезоне 2024–2025 выступал за команду Аризона Уайлдкэтс под руководством Томми Ллойда. В NCAA провёл 37 матчей и в среднем набирал 6,5 очка, 4,1 подбора и 1 блок-шот за игру, подтверждая репутацию перспективного 3&D игрока — надежного защитника с уверенным трёхочковым броском.

### «Сан-Антонио Спёрс»
27 июня 2025 года был выбран под 14-м номером драфта NBA командой «Сан‑Антонио Спёрс». На официальной презентации генеральный менеджер Брайан Райт отметил универсализм игрока — в частности, его способность защищаться на четырёх позициях, умение растягивать оборону соперника за счёт дальнего броска, высокий уровень атлетизма, игровой интеллект и впечатляющие личные качества. По словам Райта, возможность выбрать Брайанта под 14-м номером стала приятным сюрпризом, поскольку клуб оценивал его значительно выше и ради его выбора даже рассматривал возможность выменять более высокий драфт-пик.